# Veronica alatavica
Вероніка алатавська (Veronica alatavica) — багаторічна трав'яниста рослина, вид роду Вероніка (Veronica) родини Подорожникових (Plantaginaceae).

## Морфологічна характеристика
Кореневище гіллясте, потужне, дерев'янисте.
Стебла висотою 30-50 см, здебільшого численні, прямі, циліндричні, прості або дуже рідко гіллясті.
Листки довжиною 3-5 см, шириною 0,8-2 см, довгасто-ланцетні або довгасті, клиноподібно звужені до основи, на верхівці гострі або загострені, на черешках, довжиною близько 0,5 мм, по краю зубчаті або пилчасті, вгорі зменшені. У пазухах листків розвиваються укорочені пагони з кількома дрібними листям.
Суцвіття — колосоподібна, подовжена китиця, довжиною 4-15 см, густа і циліндрична, переважно проста і кінцева; іноді в пазухах верхніх листків розвинені бічні китиці, які разом з кінцевою утворюють майже китицеподібне суцвіття, біля основи китиця іноді переривчаста.

## Поширення і екологія
Тянь-Шань: Алатау, окремі місцезнаходження в Кунгей-Алатау і Терськей-Алатау. Ендемік, а також палеоендемік гір Середньої Азії.
Зростає на луках і щебенистих схилах в субальпійському поясі, на висотах 2500–2600 м над рівнем моря.

## Систематика
Згідно систематики, наведеній на сайті «The Plant List» Veronica alatavica Popov є синонімом Pseudolysimachion alatavicum (Popov) Holub.